# 爱德万测试
愛德萬測試（英語：Advantest Corporation，全稱：株式會社愛德萬測試），日本的上市公司，成立於1954年7月1日，當時稱為武田理研工業株式會社，1985年才改為現今的名稱。愛德萬測試販售半导体产业的自动测试设备（ATE），也製造設計、製造或是維護電子系統（像是光纖、無線通訊設備以及消費性電子）時需要的量測設備。愛德萬測試也生產記憶體、单片系统及射頻通訊的測試系統。愛德萬測試是日經平均指數成份股之一。

## 外部連結
- 愛德萬測試 （页面存档备份，存于）
- （日語） Advantest Japan （页面存档备份，存于）
- . Shashi Interest Group. April 2016  [2021-11-08]. （原始内容存档于2021-11-08）. Wiki collection of bibliographic works on Advantest